# Клуб пищевиков (Минск)
Клуб пищевиков ― здание общественного назначения, построенное в Минске в авангардно-конструктивистском стиле архитектором А. К. Буровым в 1929 году.

## Предпосылки создания
Строительство нового социалистического строя в СССР требовало и нового подхода к строительству коммунальных и общественных зданий. К последним, среди прочего, относились рабочие клубы в городах, создаваемые в 1925―1930-е годы по профсоюзной программе. Такие здания были построены в Гомеле, Витебске, Бобруйске, Борисове, Добруше и других городах Белоруссии. В столице республики Минске появились рабочие клубы металлистов, швейников, пищевиков, построенные в популярном в то время авангардном конструктивистском стиле. Все эти здания не сохранились.
Одним из примеров такой архитектуры был минский Клуб пищевиков (позднее известный как Клуб имени И. В. Сталина), открытый в 1929 году, и находящийся по стилевому решению в ряду таких знаковых белорусских сооружений как здание Госбанка (архитекторы Г. Гольц и М. Парусников), комплекс Белорусского государственного университета (архитекторы И. Запорожец и Г. Лавров), Государственная библиотека имени В. И. Ленина (архитектор Г. Лавров), Минская обсерватория (архитектор И. Володько), драматический театр в Бобруйске (архитектор А. Оль).

## Архитектура клуба

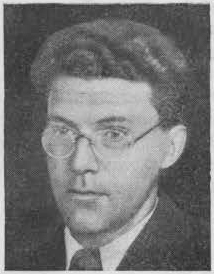
Андрей Константинович Буров

Клуб был вписан в уже сложившуюся историческую застройку: одной стороной он выходил на Богадельную улицу (ныне Комсомольскую), другой ― на Преображенскую (ныне Интернациональную). Рядом стояли здания Спасо-Преображенского женского монастыря с пятиглавой соборной церковью. Православный монастырь возник в 1872 году на месте ликвидированного монастыря бенедектинок, который, в свою очередь, начался с костёла, построенного в 1633 году.
Основную часть клуба занимал зрительный зал, по бокам которого были соединённые с ним внутренними углами двухэтажные клубные корпуса, ― получался своеобразный внутренний дворик, где стояла скульптура Ленина работы Грубе, А. Грубе и росли цветы. Позже к корпусам надстроили третий этаж. На стенах были прорезаны узкие горизонтальные оконные проёмы. Главный вход в клуб представлял собой нишу по всей ширине фасада, фасадная стена опиралась на тонкие колонны-стойки, то есть фасад являлся как бы интерьером клуба. У боковых стен имелись тонкие стойки, выполнявшие роль ограды, обычно такие ставились да и теперь ставятся для ограждения кровли. Кроме фасадного входа были ещё два с тамбурами со стороны Комсомольской улицы.
Возможно, эти стойки и «ленточное остекление» А. К. Буров позаимствовал у Ле Корбюзье (вилла в Гарше, 1927; вилла Ля Роше, 1924) с которым был хорошо знаком. А. К. Буров (1900—1957) ― известный архитектор своего времени, выпускник Вхутемаса, автор реконструкции Исторического музея в Москве, фасада и интерьеров Дома архитекторов в Гранатном переулке, павильонов Первой Всероссийской сельскохозяйственной выставки 1923 года, жилых домов на Тверской улице, Ленинградском проспекте, Большой Полянке, комплекса домов для рабочих на Велозаводской улице, московского ипподрома. Именно Буров начал проектировать в Москве первые серии крупноблочных и панельных жилых домов (1939—1949). Тема рабочих клубов очень занимала Бурова, кроме клуба в Минске, под его авторством построены Объединённый клуб пищевиков в Москве, рабочие клубы в Твери, Челябинске.

## Общественная жизнь клуба
Кроме собраний пищевиков, работы кружков (в 1939 году, например, их было 9: драматический, хоровой, струнный, балетный и др., занималось 137 человек), здесь устраивались значительные в масштабе республики мероприятия. Так, в апреле 1931 года в клубе прошла первая в БССР конференция профсоюзов. В 1932 году ― соревнования белорусских и английских боксёров. В 1935 году ― Всебелорусская выставка игрушек со 150 тысячью экспонатов. В клубе выступали Леонид Утёсов, Клавдия Шульженко, оркестр Эдди Рознера и др. При немецкой оккупации здесь был солдатский клуб.
Здание пострадало во время налёта немецких бомбардировщиков уже после освобождения Минска ― 25 июня 1944 года, насколько сильно ― неизвестно. От Спасо-Преображенской церкви, стоявшей рядом, осталась выгоревшая коробка. На месте клуба, использовав его стены, фундамент и объёмно-пространственную структуру зрительного зала, по проекту архитектора М. Бакланова под надзором И. Лангбарда был построен кинотеатр «Победа» (открыт в 1950 году), включённый ныне в список историко-культурных ценностей Беларуси. В пояснительной записке 1948 года сказано: «Рабочие чертежи кинотеатра разработаны с учётом максимального использования стен и перекрытий существующей коробки. …Зрительный зал запроектирован в габаритах существующего зала и бывшей сцены…».